# Sophie-Preis
Der Sophie-Preis war ein jährlich vergebener, internationaler Umwelt- und Entwicklungspreis. Der Preis wurde 1997 von Jostein Gaarder und seiner Gattin Siri Dannevig gestiftet und nach Gaarders Roman Sofies Welt benannt. Der Sophie-Preis war mit 100.000 US-Dollar dotiert und wurde 2013 zum letzten Mal vergeben, weil die finanziellen Mittel nicht länger reichten.

## Preisträger
- 1998 Environmental Rights Action, Nigeria
- 1999 Herman Daly, USA, Thomas Kocherry, Indien
- 2000 Sheria Liao, China
- 2001 attac Frankreich
- 2002 Bartholomäus I., Patriarch von Konstantinopel
- 2003 John Pilger
- 2004 Wangari Muta Maathai
- 2005 Sheila Watt-Cloutier
- 2006 Romina Picolotti
- 2007 Göran Persson
- 2008 Gretchen C. Daily, USA
- 2009 Marina Silva, Brasilien
- 2010 James Hansen, USA
- 2011 Tristram Stuart
- 2012 Eva Joly, Norwegen
- 2013 Bill McKibben